# Hersekoğlu Ahmed Pascha
Hersekoğlu Ahmed Pascha (Ahmed-paša Hercegović; geboren als Stjepan Hercegović; * um 1456 in Herceg Novi; † 21. Juli 1517 bei Haleb, Syrien) war ein osmanischer Großwesir, Staatsmann und Feldherr.

## Leben
Ahmed Pascha, dessen eigentlicher christlicher Name Stjepan war, war der jüngste Sohn von Stjepan Vukčić Kosača. Als Bosnien unter osmanische Herrschaft kam, wurde er als Geisel an den Hof Sultan Mehmeds II. geschickt, wo er zwischen November 1473 und Sommer 1474 ankam. Dort erhielt er eine Ausbildung am Enderun und konvertierte zum Islam. 1481 wurde Hersekoğlu Beylerbey von Anatolien. Von 1487 bis 1488 hatte er das Amt des Kapudan Pascha der osmanischen Marine inne. 1488 geriet er in mamlukische Gefangenschaft, aus der er unversehrt zurückkehrte. Das Amt des Großwesir bekleidete Ahmed Pascha fünfmal zwischen 1497 und 1516. Zudem war er von 1509 bis 1510 Sandžak-beg von Gallipoli. Ahmed Pascha nahm an Heereszügen der Osmanen nach Persien (1514) und Ägypten teil. In Konstantinopel hinterließ er Stiftungen. 
Ahmed Pascha starb eines natürlichen Todes, als er auf dem Rückweg von Ägypten nach Anatolien war. Sein Grab befindet sich in einem Türbe beim Dorf Hersek in Altınova, wo er schon vorher eine Moschee gestiftet hatte. Er war mit der Tochter Bayezids II. verheiratet.